# Quinn Lord
Quinn Edmond Julian Lord, född 19 februari 1999, är en kanadensisk skådespelare. Han är bland annat känd för sin roll som Sam i Trick 'r Treat. Han inledde sin karriär 2004.

## Filmografi
- En lysande jul (2006) som Santa Kid
- White Noise: The Light (2007) som Henry Caines son
- Things We Lost in the Fire (2007) som kusin Joel
- Trick 'r Treat (2009) som Sam
- The Imaginarium of Doctor Parnassus (Filmåret 2009) som 9-årig son
- The Hole (2010)
- In Their Skin (2010) som Brendon
- 2021–2023 – Vad som än händer (TV-serie)